# Not Here / Not Now
Not Here / Not Now – album koncertowy amerykańskiego zespołu Swans, wydany w 2013 w limitowanej edycji (2000 egzemplarzy z ręcznie malowanymi okładkami) przez Young God Records.
Not Here / Not Now zawiera nagrania zarejestrowane podczas koncertów zespołu w Barcelonie i Melbourne w 2013 oraz wersje demo nowych utworów.

## Lista utworów
Wersja 2xCD:
CD1:
| Nr | Tytuł utworu                              | Długość |
| -- | ----------------------------------------- | ------- |
| 1. | „To Be Kind”                              | 16:53   |
| 2. | „Just a Little Boy (for Chester Burnett)” | 10:04   |
| 3. | „Coward”                                  | 7:23    |
| 4. | „She Loves Us!”                           | 15:14   |
| 5. | „Oxygen”                                  | 7:20    |

CD2:
| Nr | Tytuł utworu                                       | Długość |
| -- | -------------------------------------------------- | ------- |
| 1. | „The Seer / Bring the Sun / Toussaint L'Ouverture” | 44:32   |
| 2. | „Nathalie Neal”                                    | 7:54    |
| 3. | „Kirsten Supine” (Demo)                            | 5:18    |
| 4. | „Screen Shot” (Demo)                               | 4:53    |

## Twórcy
- Michael Gira – śpiew, gitara elektryczna
- Norman Westberg – gitara elektryczna
- Christoph Hahn – gitara hawajska, gitara elektryczna
- Phil Puleo – perkusja, cymbały
- Thor Harris – perkusja, klarnet, wibrafon, cymbały
- Chris Pravdica – gitara basowa